# Боландисти
Боландистите са членове на католическо книжовно общество, състоящо се основно от учени-йезуити, занимаващи се със събирането, обработката и издаването на житията на светците и ръкописи. Получават това название по името на един от основателите Жан Боланд.

## История
Боландистите са общество от монаси-йезуити, които събират и издават т.нар. „Acta Sanctorum“ (1643 – 1940), събирането на които е започнато от Херберт Росвейд (1569 – 1629) и Жан Боланд (1596 – 1665). Двама от учениците на Боланд, Годфроа Геншен (1600 – 1681) и Даниел Папеброх (1628 – 1714), продължават започнатата работа.
Папеброх влага всички свои средства за създаването в Антверпен на библиотека и музей на Боланд. Около тях се формира кръг от учени: Янинг, Бартс, ди Солие, Пиен, Кюйперс, Ван ден Бош, Ван ден Велде, Лимпен, Щикер, Щилтинг, Хубен, Бертод и др.
Първият том от Acta Sanctorum е издаден през 1643 г. Поредицата се печата в Антверпен. Работата на боландистите е преустановена през 1773 г., когато Йезуитският орден е разпуснат от папа Климент ХІV. През 1778 г. Канденбергското абатство получава разрешение да събере отново боландистите, за издаването на следващите 10 тома от поредицата.
След унищожаването на абатството две години по късно, боландистите основават своя резиденция в Брюкселската йезуитска колегия. Към йезуитите се присъединяват и монаси премонстранти и бенедиктинци.
Музеят на боландистите е продаден от император Йозеф II на монасите от абатство Тонгерло за 23 000 флорина. Френската революция отново преустановява работата върху изданието, когато абатството е заето от френски революционни войски. На 6 декември 1796 г. 125-те монаси от абатството са прогонени. Имуществото на абатството е конфискувано, включително богатата библиотека, и множество религиозни и художествени съкровища. Имотите са продадени на търг, някои сгради, включително църквата са разрушени. Музеят на боландистите е спасен от разграбване благодарение на фермерите-арендатори на абатството. Минават повече от 40 години преди работата върху изданието да бъде възобновена през 1845 г. в Брюксел, когато е издаден LIV том. От 1845 г. дружеството на боландистите се помещава в абатството Сен Мишел в Антверпен.
Според първоначалния замисъл изданието трябва да включва 18 тома, но в хода на работата обемът нараства значително. Acta Sanctorum започва от 1 януари и стига до 10 ноември (последният, 68-и том, е издаден през 1940 г.).